# ユニタス外語学院
ユニタス外語学院（ユニタスがいごがくいん）は、株式会社ユニタスが運営する山梨県甲府市に本校を置く外国語学校。

## 概要
1970年創立。帝京大学グループの一員。
幼児から大学生・一般までの年齢を対象としたクラスが設置されている。日本人と外国人の先生がペアになると言う形での教育を行っている。
英語教育が中心であるが、中国語、韓国語、フランス語、インドネシア語、タイ語なども学べる。

## 沿革
- 1970年 設立
- 1990年 ユニタス日本語学校認可
- 2017年 甲府校を移転

## 校舎

### 山梨県
- 甲府校
- 敷島校
- 昭和校
- 山梨校
- 小笠原校
- 富士吉田校
- 河口湖校
- 大月校

### 東京都
- 帝京校
- 八王子みなみ野校